# Verenigde Ontwikkelingspartij
De Verenigde Ontwikkelingspartij (Indonesisch: Partai Persatuan Pembangunan, PPP), soms ook vertaald als Partij voor Verenigde Ontwikkeling of Partij voor Eenheid en Ontwikkeling, is een islamitische politieke partij in Indonesië. Tijdens de periode van Nieuwe Orde onder president Soeharto, tot 1998, was het een van de twee door de staat goedgekeurde oppositiepartijen. De partij was destijds een duidelijk islamitisch alternatief voor regeringspartij Golkar en de niet-islamitische oppositiepartij PDI. Sinds de Reformasi is het een gewone politieke partij, met een conservatief en islamistisch programma. Na een periode van neergang, verloor de PPP bij de parlementsverkiezingen van 2024 de laatste zetels en zit niet langer in het parlement

## Oprichting
De eerste parlementsverkiezingen na het begin van de Nieuwe Orde, het presidentschap van Soeharto, vonden plaats in 1971. Deze verkiezingen werden met overmacht gewonnen door de Golkar-beweging van Soeharto, maar desalniettemin vond hij het aantal oppositiepartijen (negen bij die verkiezingen) te groot. Soeharto werkte daarom aan het nog verder verzwakken van de oppositie en in januari 1973 gaf hij de opdracht om alle oppositiepartijen samen te voegen in twee partijen: de islamitische Verenigde Ontwikkelingspartij (PPP) en de nationalistische, niet-islamitische Indonesische Democratische Partij (PDI). De vier islamitische partijen die werden samengevoegd in de PPP waren Nahdlatul Ulama (NU), Parmusi, de Indonesische Islamitische Vereniging Partij (PSII) en Perti. NU was van oorsprong een islamitische vereniging en bleef in die hoedanigheid bestaan, maar de politieke tak werd dus onderdeel van de PPP.

## PPP tijdens de Nieuwe Orde
Net als bij de PDI was er binnen de PPP veel interne onenigheid. Zo was Nahdlatul Ulama (NU) een partij voor de vooral Javaanse moslims die een traditionalistische vorm van de islam volgden, vaak gemengd met oude gebruiken uit de hindoeïstische en boeddhistische perioden. Parmusi (en de voorganger daarvan Masjoemi) volgden een modernistische vorm van de islam die vooral gevolgd wordt in regio's buiten Java zoals Atjeh en West-Sumatra.
Gedurende de gehele periode van Nieuwe Orde, tot 1998, werd de PPP de tweede partij bij de verkiezingen, na de regimebeweging Golkar. Bij de verkiezingen van 1977, 1982, 1987, 1992 en 1997 had de partij elke keer tussen de 15 en 30% van de stemmen. De laagste score werd behaald bij de verkiezingen van 1987, nadat de vereniging NU onder leiding van Abdurrahman Wahid de steun voor de PPP had ingetrokken.

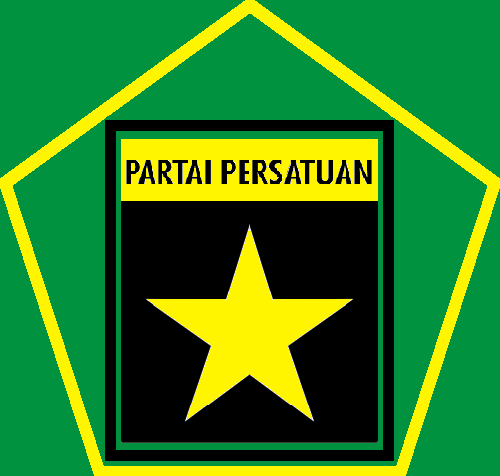
Logo van de PPP tussen 1985 en 1999.

In 1985 werd de PPP door president Soeharto gedwongen om islamitische ideologie van de partij af te zwakken en zich geheel te schikken naar de Pancasila. Het logo van de partij was tot dan toe een plaatje van de Kaäba, maar dit werd nu vervangen door een ster.
Aan het einde van de Nieuwe Orde groeide de steun voor de PPP weer, maar dit kwam vooral door problemen binnen de andere oppositiepartij PDI. Bij de parlementsverkiezingen van 1997 riep de bekende PDI-leider Megawati Soekarnoputri vanwege interne onenigheid op om niet op de PDI te stemmen, maar blanco te stemmen of zelfs een stem uit te brengen op de PPP. Dit is ook bekend als de Aliansi Mega-Bintang, oftewel de alliantie van Megawati en de ster (bintang is Indonesisch voor ster; naar het toenmalige logo van de PPP).

## PPP na de Reformasi
Na de val van het Soeharto-regime in mei 1998 en het begin van de Reformasi werd vanaf begin 1999 de oprichting van nieuwe politieke partijen weer toegestaan, waardoor het driepartijenstelsel verleden tijd was. De PPP is sindsdien strenger islamitisch en islamistisch geworden. Ondertussen werden er allerlei nieuwe islamitische partijen opgericht en bij de parlementsverkiezingen van 1999 deed er een groot aantal mee, waarvan de grootste de Partij van het Nationale Ontwaken (PKB), de Nationale Mandaatpartij (PAN), de Maan en Ster-partij (PBB) en de Partij voor Rechtvaardigheid (PKS). Ook de PPP bleef nog een van de grootste partijen, al werden de verkiezingen met overmacht gewonnen door de Strijdende Indonesische Democratische Partij van Megawati Soekarnoputri.
Samen met andere islamitische partijen wist de PPP te voorkomen dat Megawati de eerste vrouwelijke president van Indonesië werd, en in plaats daarvan werd Abdurrahman Wahid van de PAN de president. In diens Kabinet van Nationale Eenheid was ook de PPP onderdeel van de coalitie, en Hamzah Haz werd coördinerend minister van Volkswelvaart en Armoedebestrijding. Binnen een maand trok hij zich echter al weer terug, vooral omdat president Wahid zich inzette voor het normaliseren van de betrekkingen met Israël, waar de PPP tegen was.
Sinds 1999 is het aantal zetels van de PPP langzamerhand verder afgenomen en bij de verkiezingen van 2019 werd de partij de negende partij met minder dan 5% van de stemmen. In 2024 behaalde de partij 3,87% van de stemmen, waardoor de partij niet langer in het parlement is vertegenwoordigd.

## Verkiezingsresultaten
| Jaar | Stemmen    | Percentage | Zetels   |
| ---- | ---------- | ---------- | -------- |
| 1977 | 18.743.491 | 29,29%     | 99 / 360 |
| 1982 | 20.871.880 | 27,78%     | 94 / 360 |
| 1987 | 13.701.428 | 15,96%     | 61 / 400 |
| 1992 | 16.624.647 | 17,00%     | 62 / 400 |
| 1997 | 25.340.028 | 22,43%     | 89 / 425 |
| 1999 | 11.329.905 | 10,71%     | 58 / 462 |
| 2004 | 9.248.764  | 8,15%      | 58 / 550 |
| 2009 | 5.533.214  | 5,32%      | 38 / 560 |
| 2014 | 8.157.488  | 6,53%      | 39 / 560 |
| 2019 | 6.323.147  | 4,52%      | 19 / 575 |